# 엘페라
엘페라는 대한민국의 팝페라 그룹이다. 2017년 디지털 싱글 앨범 [바램 하나]로 데뷔했고 강한 존재를 의미하는 엘과 오페라의 합성어로 마음을 울리는 진정성 가득한 음악의 힘으로 노래하는 감성 팝페라그룹이다.
평창패럴림픽 초청 공연과 2023년 이탈리아 외교부 초청으로 로마 콜로세오 앞에서 공연한 국내 최초 팝페라그룹이다.

## 음반
- 바램 하나 (2017)
- 아바 아버지 (2021)

## 공연
- 평창 페럴림픽 라이브 싸이트 공연(2017)
- 대한민국 체육인대화 초청 공연(2018)
- 드림하이콘서트<인제군> 초청 공연(2019)
- 한미동맹콘서트 Rok-Us 초청 공연(2022)
- 성동문화재단 힐링 프로젝트 - 소월아트홀에서 떠나는 유럽여행 (2022~2023)
- 앙코르 감사 콘서트 성동문화재단 힐링 프로젝트 - 소월아트홀에서 떠나는 유럽 여행 (2022)
- 이탈리아 외교부 초청 로마 콜로세오 콘서트 Jazz&Image-Live@Colosseo(2023)